# 9403 Sanduleak
9403 Sanduleak è un asteroide della fascia principale. Scoperto nel 1994, presenta un'orbita caratterizzata da un semiasse maggiore pari a 2,6865507 UA e da un'eccentricità di 0,0930113, inclinata di 4,29133° rispetto all'eclittica.